# 空降校長
空降校長(英語：newly arrived principal)是教育界的俚語，源自中國大陸，用來批評校長選拔方式的不合理性，持份者主張在校長選拔過程中更加註重專業素養、教育經驗和學校內部參與，以確保學校能夠得到有效的領導和管理。

## 詞源與釋義
「空降校長」一詞以軍事中的空降部隊作比喻，指從外校或外單位借調或委派的校長，而非該校原有的教職員晉升。
「空降校長」對學校歷史、傳統和價值觀缺乏了解，難以與學校師生建立聯繫和共同認同，他們缺乏該校從事教育工作經驗，也對該校的特殊情況和需求了解不足。這可能導致校長理解不足、無法有效領導和管理學校的問題。
此外，這種任命方式也被視為官僚主義的象徵，可能導致管理不合理、教育質量下降以及與教職員工之間的矛盾和不和諧。他們面臨與教師和學生建立關係的困難，也難以快速了解學校的實際情況和需求。這可能導致制定與學校實際情況不符的決策和政策，影響資源分配、教學方法和對學生和教師權益的關注。由於無法有效建立聯繫和信任，學校的凝聚力和團隊合作精神可能下降，進而影響學生的學習和教師的工作積極性。

## 各地情況

### 中國大陸
「空降校長」來到新學校，需對前任校長的管理進行全面的梳理，找出不恰當的管理制度﹔還必須充分把握學校的現狀，包括教育教學、教師工作、學生德育，校本教研，檢討並進行相關及切合學校實際需要的改革。

### 香港
在香港，津貼學校教學相關職位包括：教學顧問，教學助理（TA），文憑教師（CM）；負責行政工作的副校長、主任需為高級學位教師（SGM），除了教學經驗，亦需要接受學校行政及管理的訓練。
津貼學校校長學歷要求為碩士學位，並已向教育局申請「校長資格認證」以符合聘任條件。
「校長資格認證」分3部分，包括專業發展需要分析、擬任校長課程、專業發展資料冊。
教育局於2023年2月28日發通告，更新「擬任校長課程」內容，在校長需要具備的個人素質例子，增加維護專業、不斷反思求進，秉持專業操守等。更新的「擬任校長課程」涵蓋更多有關國家的課題，包括要裝備擬任校長認識《港區國安法》立法背景、意義等；在學校管理及學習活動等方面領導和支援教師提高學生的國家安全概念和守法意識。
津貼學校招聘校長或校長的任命須經校董會提名、教育局常任秘書長批准；學校並需向局方提交甄選工作的報告，而遴選校長工作中不能涉及利益衝突的人士為遴選委員會成員。
香港的「空降校長」一般指從上一所學校從老師做至副校長，離開熟悉的工作環境和同事，到新學校擔起校長全新職務。
香港「教師離職潮」、流失率高企問題的原因亦與「空降校長」和教師團隊之間的溝通，衝突，摩擦或管理方法有關。
英國教育標準局報告指出，空降校長平均需要18個月的適應期才能建立領導者的威信，若校長任期只有兩三年，更換多了，教職員便要再適應不同的領導風格，會帶來不安，或會引起適應的怠惰，甚或人才流失，若部分教職員我行我素，更會影響學校的士氣，不利於學校發展。

### 台灣
2015年，臺北市發生臺北市立高中校長遴選爭議，從成淵高中起頭多所高中因為校長遴選制度爭議而引發校內學生家長和老師反彈的事件。此事件暴露了現有遴選制度的過時與不公，也造成多家學校受害。
2018年，包括國立臺灣大學、國立陽明交通大學、高雄醫學大學、中國文化大學等四所主要公私立大學都發生遴選校長過程的紛爭，大學校長遴選制度上的問題受到社會的關注。

## 另見
- 土皇帝校長
- 中國教育
- 香港教育
- 香港教育政策問題
- 台灣教育
- 裙帶關係

## 資料來源
1. ↑  .   [2023-08-15]. （原始内容存档于2023-08-15）.
2. ↑  .   [2023-08-14]. （原始内容存档于2023-08-14）.
3. ↑   (PDF).   [2023-08-14]. （原始内容存档 (PDF)于2023-08-14）.
4. ↑  .   [2023-09-17]. （原始内容存档于2023-08-15）.
5. ↑   (PDF).   [2023-08-15]. （原始内容存档 (PDF)于2023-08-15）.
6. ↑  .   [2023-08-13]. （原始内容存档于2022-09-29）.
7. ↑  .   [2023-08-15]. （原始内容存档于2023-08-15）.